# The Cruise (Hörspiel)
The Cruise ist ein mehrteiliges Kriminalhörspiel, das in den Jahren 2014 und 2015 vom Westdeutschen Rundfunk produziert und erstmals von dessen Jugendsender 1LIVE ausgestrahlt wurde. Regie führte Stuart Kummer, der gemeinsam mit Edgar Linscheid auch das Drehbuch schrieb. Im Juni 2016 wurden beide Staffeln des Hörspiels auf CD veröffentlicht.

## Handlung

### Staffel 1

#### Teil 1
Der russische Geschäftsmann Aleksei Potjomkin schifft sich mit seinem Assistenten Grigorij Orlow und seiner Geliebten Katja auf der „Princess of Wales“ ein. Sie ist das größte und luxuriöseste Kreuzfahrtschiff der Welt und kann 3000 Passagiere und 1500 Besatzungsmitglieder aufnehmen.
Ebenfalls an Bord ist der junge Joshua Cohen, der nach Israel reisen und dort die Asche seiner Mutter beerdigen will. Nachdem er beim Einchecken feststellen musste, dass ihm die nicht existente Kabine 1912 zugewiesen wurde, wird er plötzlich von mysteriösen Stahlwänden umschlossen. Eine Computerstimme verkündet daraufhin den Beginn von „Phase Null“. Der Kapitän bezeichnet die Stahlwände als Teil eines neuen Sicherheitssystems, das auf der „Princess of Wales“ erstmals eingebaut worden sei. Als Entschädigung wird Cohen zum Captain’s Dinner eingeladen, da für ihn außerdem nur noch eine Crewkabine ohne Fenster frei ist.
Beim Captain’s Dinner trifft er den kurzfristig eingesprungenen Entertainer John Bounty, das frisch vermählte Ehepaar Amber und David Harland, den undurchsichtigen französischen Pater LePort sowie den schwedischen Archäologen Prof. Carl Anders Erikson mit seiner Tochter Linda. Außerdem erklärt die mysteriöse Computerstimme den Beginn von „Phase Eins“.
In einem vorherigen Gespräch dieser beiden mit dem ersten Offizier Christian Fletcher wurde bereits ersichtlich, dass sie Kisten mit archäologischen Fundstücken an Bord transportieren. Über den Inhalt der Kisten, 500 Totenschädel, lassen sie Fletcher jedoch im Unklaren.
Während des Abendessens stellt sich heraus, dass Pater LePort zuvor in der mexikanischen Stadt Texcoco war. Auf Nachfrage der Eriksons, die ebenfalls auf dem Rückweg von Texcoco sind, will er jedoch nicht sagen, weshalb er dort war. Plötzlich verschwindet er spurlos während eines Stromausfalls.
Später sitzt Professor Erikson mit David Harland an der Bar, als dessen Frau mit ihm unter vier Augen sprechen will. Sie informiert ihn, dass die beiden nicht allein seien und nennt ihn dabei Tom.
Am nächsten Morgen begegnet Linda Erikson auf der Suche nach ihrem verschwundenen Vater denselben Stahlwänden, auf die Joshua Cohen bereits gestoßen ist – abermals ertönt die merkwürdige Stimme, die diesmal „Phase Zwei“ ankündigt.
Beim gemeinsamen Frühstück erfährt Linda, dass auch andere Passagiere, verschiedene Besatzungsmitglieder und der Kapitän vermisst werden. Der erste Offizier behauptet außerdem, dass einige Teile des Schiffes durch die Stahlwände gesperrt seien und man diese derzeit nicht öffnen könne.
In Abwesenheit des Kapitäns übernimmt Fletcher das Kommando über das Schiff und macht sich mit David Harland auf den Weg, um die Gänge nach vermissten Passagieren abzulaufen. Hierbei erfährt Harland, dass Fletcher ohne Wissen der anderen Passagiere eine Anzahl Chinesen in der Wäscherei beschäftigt, deren Englisch sprechender Anführer Zheng He behauptet, hinter einer der Stahlwände Schreie und seltsame Geräusche gehört zu haben.
Als die beiden der Sache auf den Grund gehen wollen, stoßen sie auf einen aufgeschlitzten Hund, dem mehrere Organe entnommen wurden und in dessen Maul ein Diktaphon steckt.
Unterdessen behauptet der angebliche Stuntman Rusty gegenüber Linda Erikson, dass er einen Plan zum Öffnen der Stahlwände habe. Dabei benötige er ihre Hilfe. Linda geht mit und folgt Rusty auf den Balkon einer leeren Passagierkabine. Rusty, der sein Geld mit Videos von gefährlichen Kletteraktionen verdient, will an der Außenwand des Schiffes zur Brücke hochklettern und von dort die Stahlwände öffnen. Linda soll ihn dabei filmen. Doch als Rusty etwa die Hälfte der Strecke geschafft hat und auf einem Balkon steht, öffnet sich dort plötzlich die Tür und Rusty wird in die dahinter befindliche Kabine gezerrt. Linda nimmt alles auf und geht anschließend in den Speisesaal, um den mittlerweile wieder eingetroffenen Christian Fletcher um Hilfe zu bitten.
Bevor dieser jedoch etwas unternehmen kann, taucht Pater LePort auf und behauptet, Amber Harland eine Nachricht überbringen zu müssen. Diese schlägt vor, sich etwas von den anderen Passagieren zu entfernen und bekommt von ihrem Mann zugeraunt, dass LePort bewaffnet sei. Statt auf Amber Harland schießt LePort jedoch auf den ersten Offizier und flieht.
Die Harlands verfolgen ihn und geben sich als die CIA-Agenten Tom Cleary und Emma Scott zu erkennen. LePort verschanzt sich in einem Raum, den die Agenten nach kurzen Verhandlungen betreten. In der darauffolgenden Schießerei sterben Amber Harland alias Emma Scott und der vermeintliche Franzose LePort, der plötzlich ohne Akzent spricht und Tom Cleary kurz vor seinem Tod eine Kassette übergibt. Deren Inhalt sei die Antwort auf Clearys Fragen. Cleary legt die Kassette ins Diktaphon, woraufhin die weibliche Stimme, die bereits in mehreren Werbespots der Reederei zu hören war, sagt: „Willkommen auf der Princess of Wales. Willkommen in der Hölle.“

#### Teil 2
Im Speisesaal beginnen Joshua, Bounty und Linda mit der notdürftigen Versorgung des verletzten Fletchers. Die erblindete Krankenschwester Becky bietet ihre Hilfe an; und tatsächlich gelingt es Linda, unter Beckys Führung die Pistolenkugel aus Fletchers Körper zu entfernen. Nachdem dies erledigt ist, taucht Tom Cleary alias David Harland wieder auf und berichtet von den Ereignissen in der Küche. Hierbei gibt er sich als CIA-Agent zu erkennen, weiß jedoch angeblich nicht genau, weshalb er und seine Kollegin an Bord gehen sollten. Joshua glaubt ihm dies nicht und vermutet die CIA als Drahtzieher der merkwürdigen Geschehnisse, weshalb er einen Vergleich mit dem Philadelphia-Experiment zieht. Cleary streitet dies jedoch ab und leugnet die Existenz dieses Experiments; ehe er sich mit Linda zur Küche aufmacht, um die Leichen von dort ins Kühlhaus zu bringen.
Als sie dieses betreten, entdecken sie, dass der Boden mit Blut bedeckt ist. An einem Fleischerhaken wurde außerdem ein gehäuteter Mann aufgehängt. Bounty lässt sich von Joshua inzwischen das Philadelphia-Experiment erklären, bei dem es sich angeblich um zwei Experimente mit einer neuen Tarntechnologie handelte, die während des Zweiten Weltkriegs auf der USS Eltrige durchgeführt worden seien. Zunächst sei das Schiff nur für einige Sekunden aus dem Hafen von Philadelphia verschwunden und 500 Seemeilen entfernt wieder aufgetaucht. Beim zweiten Experiment sei das Schiff jedoch für rund 15 Minuten auf hoher See verschwunden, bei seiner Rückkehr wären Teile der Besatzung verschwunden gewesen und nie wieder aufgetaucht – so, wie jetzt auf der Princess of Wales. Cleary spielt Linda in der Zwischenzeit mithilfe des Diktaphons die Kassette vor, die LePort ihm gegeben hatte. Darauf ist die Aufforderung zu hören, entweder die Braut der Göttermutter Teteoinnan oder das Kind dem Regengott Tlaloc zu opfern. Linda erkennt, dass sowohl die Götter als auch die Opferrituale aztekischen Ursprungs sind – ebenso wie die Häutung, die angeblich typisch für solche Rituale sei.
Während des Abendessens hören Cleary und Bounty eine Person in der Küche, welche sich als Grigorij Orlow entpuppt. Dieser erzählt, dass er mit seinem Arbeitgeber in der Admiral Suite wohne, sämtliche anderen Kabinen der oberen Decks aber bereits erfolglos nach weiteren Passagieren abgesucht habe. Cleary bittet vergebens um ein Gespräch mit Orlows Chef, dem russischen Geschäftsmann Alexej Potjomkin. Stattdessen wolle dieser jedoch mit Joshua Cohen sprechen, welcher nach kurzer Diskussion einwilligt und Orlow in die Admiral Suite begleitet. Dort stellt sich heraus, dass Potjomkin an Bord einen Algorithmus kaufen möchte, der mit dessen Überprüfung beauftragte Spezialist jedoch in der letzten Nacht verschwunden ist und Joshua ihn ersetzen soll. Potjomkin behauptet, ausführliche Informationen über sämtliche Passagiere und Besatzungsmitglieder an Bord der Princess of Wales zu besitzen – beispielsweise kann er auf Nachfrage Joshuas Lebensgeschichte erzählen. Außerdem bietet er ihm als Belohnung für seine Hilfe an, ihn am nächsten Tag von Bord fliegen zu lassen. Das Angebot, in Potjomkins Kabine zu übernachten, lehnt Joshua jedoch ab. Potjomkin gibt außerdem zu, durchaus in der Lage zu sein, die Ereignisse an Bord zu veranlassen. Er selbst sei jedoch nicht der Böse, vielmehr sei z. B. Cleary an Bord gekommen, um ihn (Potjomkin) zu töten; außerdem sei Professor Erikson kein harmloser Archäologe und habe gefährliche Dinge mit an Bord gebracht. Nachdem Joshua die Kabine verlassen hat, fordert Potjomkin seinen Handlanger auf, die anderen Passagiere zu beobachten. Katja scheint außerdem Angst vor Potjomkin zu haben, kann von Orlow jedoch nicht vor ihm beschützt werden.
Im Speisesaal taucht unterdessen der Anführer der Chinesen auf und berichtet von einem Dämon, der durch das Schiff laufe und merkwürdige Laute von sich gebe. Diese werden von Linda als aztekisch für „Ein Kind weint“ identifiziert, woraufhin Cleary und sie sich auf die Suche machen wollen. Dann fällt jedoch abermals der Strom aus, wodurch sich Becky erneut als große Hilfe erweist: da sie sich in der Dunkelheit bestens auskenne, könne sie die anderen durchs Schiff führen. Unterwegs begegnen sie Joshua und wollen sich schon wieder auf den Rückweg machen, als sich plötzlich der vermeintliche Dämon nähert. Lindas Versuch, ihn auf aztekisch anzusprechen, schlägt fehl und sie geht zu Boden. Cleary will die Person erschießen, wird jedoch von Becky daran gehindert, da diese anhand der Stimme Rusty in dem „Dämon“ wiedererkennt. Tatsächlich kann sie Rusty in der Folge beruhigen. Anschließend rekonstruieren Linda und Cleary mit Fletcher die Ereignisse: nachdem, so die Theorie, Rusty in die Kabine gezerrt wurde, hat man ihn unter Drogen gesetzt und ihm aztekisch beigebracht, um ihn anschließend in die Haut des Mannes aus dem Kühlhaus einzunähen. Auch dabei handelt es sich laut Linda um ein aztekisches Opferritual, diesmal zu Ehren des Fruchtbarkeitsgottes Xipe Totec. Den Toten im Kühlhaus bezeichnet Cohen als den verschwundenen Jimmy Colombo, da in dessen Biografie dieselbe Tätowierung zu sehen sei wie bei dem Toten. Abermals darf Linda ihr medizinisches Geschick unter Beweis stellen, als sie mit Fletchers Taschenmesser Rusty aus dessen zweiter Haut befreit. Rusty gibt gegenüber Cleary an, dass Professor Erikson ihn in die Haut eingenäht habe. Linda verteidigt ihren Vater und behauptet, dass dieser nichts mit den Geschehnissen zu tun habe.
Anschließend setzen sich Cleary, Linda, Bounty und Joshua in einer Kabine zusammen und rekapitulieren die bisherigen Ereignisse. Cleary spielt die zweite Kassette ab, die in Colombos Haut eingenäht war: diesmal soll entweder ein Mann dem Kriegsgott Xipe Totec oder ein Kind der Erdenmutter Tlazolteotl geopfert werden. Linda behauptet jedoch, dass mit der Häutung das Opfer für den Xipe Totec bereits gebracht worden sei. Außerdem habe sich der Unbekannte einen Fehler erlaubt, da der Erdenmutter Frauen statt Kinder geopfert worden seien. Cleary unterstellt ihr, dies nur zu erfinden, um ihren Vater zu entlasten. Stattdessen lenkt sie den Verdacht jedoch auf Potjomkin, woraufhin Cohen von seinem Gespräch mit diesem berichtet. Als er Cleary mit dem Vorwurf konfrontiert, er solle Potjomkin töten, streitet dieser erneut alles ab. Cohen verdächtigt nun Bounty, da dieser plötzlich als Ersatz für Colombo aufgetaucht sei. In der Folge beschuldigen sich die vier gegenseitig, als plötzlich die Tür von außen abgeschlossen wird und Gas in den Raum strömt.
Als die vier wieder erwachen, sind sämtliche Pistolen verschwunden und außerdem hat Bounty ein Tattoo an derselben Stelle wie Colombo zuvor. Bei der Tätowierung handelt es sich um einen einäugigen Falken, welcher wiederum das Wappen des Scheichs Abu-Sinth ist, dem das Schiff gehört. Als Cohen Linda zu ihrer Kabine bringt, erzählt er ihr außerdem, was Potjomkin über Professor Erikson gesagt hatte. Linda gibt daraufhin zu, dass es sich bei den Ausgrabungsstücken und 500 Totenschädel handelt. Plötzlich fallen Hunderte von Skorpionen aus den Lüftungsschächten, weshalb sich alle Passagiere und Crewmitglieder im Speisesaal verbarrikadieren. Dort ist auf einmal Klavierspiel zu hören, obwohl niemand am Flügel sitzt und sich die Tasten nicht bewegen. Als Cleary und Cohen den Flügel öffnen, befindet sich darin ein weiteres Diktaphon. Außer der Klaviermusik enthält es die Aufforderung, in zehn Sekunden sich selbst zu opfern – andernfalls würden alle geopfert werden. Cleary fordert alle auf, unter den Tischen in Deckung zu gehen – Sekunden später fliegen Giftpfeile durch die Luft und töten zwei Passagiere, die es nicht rechtzeitig geschafft haben. Zu allem Überfluss dringen nun noch die Skorpione in den Saal ein; Linda kann eine Panik jedoch verhindern, indem sie die Skorpione rechtzeitig als ungiftige Art erkennt. Wiederholt ist aus den Lautsprechern die Aufforderung zu Selbstopferung zu hören, weshalb Cohen seine Deckung verlässt und sich opfern will. Daraufhin zitiert die Stimme die Opferung Isaaks aus dem Alten Testament und endet mit dem Satz „Denn nun weiß ich, dass du Gott fürchtest“. Schließlich öffnen sich die Stahlwände und geben große Teile des Schiffes wieder frei. Doch während Cleary und die anderen sich noch darüber freuen, erklärt die Computerstimme den Beginn von Phase 3.

#### Teil 3
Am Anfang des dritten Teils verkündet ein Nachrichtensprecher (gesprochen von Jens Riewa), dass die Princess of Wales am heutigen 21. Juni den Hafen von Nizza erreicht habe. Dies sorgt bei Linda, Cleary und Cohen jedoch für einige Verwirrung: immerhin befindet sich das Schiff auf hoher See, der 21. Juni ist erst in einem Monat und außerdem läuft der Beitrag in Dauerschleife. Joshua sucht währenddessen im Empfangscomputer nach dem Belegungsplan, der sämtliche Kabinen als frei anzeigt – mit Ausnahme der Kabinen der an Bord verbliebenen Personen sowie der angeblich nicht existierenden Kabine 1912, die von einem gewissen Nick Portman bewohnt wird.
Auf dem Weg zur Brücke entdecken die drei mehrere Haie im Swimmingpool; auf der Brücke selbst befinden sich drei tote Offiziere sowie der schwer verletzte Kapitän Seaman, der sie vor dem Betreten der Brücke warnt. Cleary glaubt an ein gefährliches Virus und spricht deshalb mit Becky, die anhand der Symptome jedoch von einer schweren Blausäurevergiftung ausgeht. Das hierfür notwendige Gegengift sollen Cleary und die anderen daher umgehend aus der Krankenstation besorgen, während Bounty Kapitän Seaman von der Brücke in Beckys Behandlungszimmer transportiert. Als Fletcher gerade vergeblich einen Notruf absetzt, glaubt Rusty für einen kurzen Moment, im hinteren Teil der Brücke einen Flöte spielenden Indianer erkennen zu können.
Die Gruppe um Cleary stößt auf der Flucht vor einem wilden Löwen unterdessen auf die mysteriöse Kabine 1912, in die Cleary auf Bitten Cohens kurzerhand mit einer Kreditkarte öffnet. Unter dem Bett versteckt sich ein verängstigter Junge, der sich schließlich als Nick Portman zu erkennen gibt. Angeblich sei er von einem großen Indianer mit Jaguarfell und Obsidianschwert in der Kabine eingesperrt worden, woraufhin Linda die Person als Jaguarkrieger identifiziert – angeblich eine Art aztekische Eliteeinheit, die jedoch seit mehreren Jahrhunderten nicht mehr existiere. Außerdem fragt Nick nach seinem Vater, Norman Portman – dieser ist niemand anderes als der tote „Pater“ LePort, der sich für sein Kind geopfert hat. Cohen schlägt als Abkürzung zur Krankenstation das Theater vor, wo er und die anderen jedoch auf weitere wilde Tiere treffen und schließlich sogar mit diesen dort eingesperrt werden.
Nachdem die vier unter großen Gefahren das Theater durchqueren und verlassen konnten, verbarrikadieren sie den zweiten Ausgang und gehen danach gleich zur Krankenstation. Mithilfe von Cohens brillanten Hackerkünsten gelingt es ihnen schnell, den Aufbewahrungsort des richtigen Medikamentes herauszufinden – als Cleary den entsprechenden Schrank jedoch danach durchsucht, wird die Gruppe von zwei bewaffneten Jaguarkriegern umzingelt. Während Linda, Joshua und Nick Zuflucht im Schrank suchen, will Cleary die Angreifer im Alleingang überwältigen. Dies funktioniert jedoch nicht, da er trotz heftigen Widerstands von einem der beiden Azteken entwaffnet und schwer verletzt wird. Daraufhin springt Linda aus dem Schrank, eilt Cleary zu Hilfe und ersticht den Mann von hinten. Während der andere Azteke von dem plötzlich in der Krankenstation aufgetauchten Löwen angefallen wird, nutzen Cleary und Co. die Gelegenheit zur Flucht.
Durch Beckys Fachkenntnisse gelangt Kapitän Seaman tatsächlich wieder zu Bewusstsein und behauptet, zu wissen, wer für die Vorkommnisse an Bord verantwortlich sei. Nachdem er ihr den Namen des Unbekannten ins Ohr geflüstert hat, erstickt Becky Seaman mit einem Kissen – nach vollbrachter Tat bricht sie in Tränen aus und sagt zu seiner Leiche, dass es ihr Leid tue und er es nicht hätte herausfinden dürfen. Die anderen vier geraten erneut in Schwierigkeiten: im Zoo entdecken sie einen aztekischen Opferstein, und ehe irgendjemand reagieren kann, werden sie von mehreren Azteken eingekreist. In buchstäblich letzter Sekunde stürmen die chinesischen Wäscher in den Zoo und greifen die Azteken an, ehe diese jemanden aus der Gruppe verletzen können. Tatsächlich ergeben sich die Azteken nach einem heftigen Kampf mit den Chinesen, deren Anführer Cleary im Anschluss ein weiteres Diktaphon übergibt – dieses enthält die Botschaft an die Chinesen, entweder bei den Tieren zu kämpfen oder wie die Tiere zu sterben. Die Chinesen sperren die Azteken in die leeren Tierkäfige und versprechen Cleary, sie zu bewachen. Ehe sie den Zoo verlassen, macht Cleary eine wichtige Entdeckung: die vermeintlichen Azteken tragen sowohl das Zeichen des Scheichs Abu-Sinth als auch das der mexikanischen Mafia als Tattoo.
Als die Gruppe schließlich bei Becky ankommt, behauptet diese, dass der Kapitän vor wenigen Minuten seiner Vergiftung erlegen sei und das Gegengift somit leider zu spät komme. Während Joshua Nick in den Speisesaal bringt, bleiben Cleary und Linda bei Becky – abermals verdächtigt Cleary Professor Erikson, abermals wird dieser von Linda verteidigt. Stattdessen lenkt sie den Verdacht auf Scheich Abu-Sinth sowie Bounty, der aufgrund seiner Tätowierung ein Handlanger des Scheichs sein könnte. Abends erzählt Joshua im Gespräch mit Nick und Linda, dass ein Foto von ihm in einem kanadischen Mathebuch abgedruckt sei – der Fotograf sei mit ihm befreundet und habe jemanden gebraucht, der vor einem Computer saß. Plötzlich taucht Cleary wieder auf und behauptet, sich bei Linda entschuldigen zu wollen – tatsächlich gesteht er seine Fehler ein und bedankt sich für Lindas bisherige Hilfe und Unterstützung.
Dann werden sie jedoch von Bounty unterbrochen, der seine Talentshow beginnt und Becky, Rusty sowie sich selbst mit dem Lied „My Sweet Child“ präsentiert. Während der Show setzt ein Helikopter jedoch plötzlich einen Mann an Bord ab – dieser gibt sich als Lloyd Nelson aus, will angeblich ein Geschäft mit Potjomkin abschließen und behauptet, dass der Hubschrauber erst in 24 Stunden wiederkomme. Plötzlich begrüßt er Cohen mit „Werner“; und obwohl Cohen von einer Verwechslung spricht, beharrt Nelson darauf, ihn zu kennen. Ehe sie diese Frage weiter diskutieren können, erscheint Grigori Orlow an Deck und bittet beide, ihm in Potjomkins Kabine zu folgen.
Dort angekommen, ist Potjomkin zunächst ziemlich verärgert – scheinbar ist Nelson nur der Ersatz für einen gewissen Mr. Osbourne, der angeblich vor einigen Tagen einen Herzinfarkt hatte. Nelson überreicht Potjomkin einen USB-Stick, den dieser mit der Aufforderung, seinen Inhalt an einem Laptop zu überprüfen, umgehend an Cohen weitergibt. Laut Joshua enthält der Stick einen Algorithmus, der die gegenwärtige Position des Schiffes bestimmt und außerdem dafür sorgt, dass es nicht geortet werden kann – ganz ähnlich wie der Algorithmus, der beim mysteriösen „Philadelphia-Experiment“ verwendet worden sein soll. Das Programm deaktiviere sich jedoch nach 24 Stunden automatisch, da es sich um die Beta-Version handele. Als Nelson einen Vorschuss verlangt, bittet Potjomkin seine „Geliebte“ Katja zu sich.

#### Teil 4
Lloyd Nelson gibt Potjomkin zu verstehen, dass er statt Katja einen Geldkoffer mit 10 Millionen Dollar erwartet hätte. Laut Potjomkin wurde Katja per Hypnose jedoch ein Zahlencode beigebracht, an den sie sich beim Anhören des Lieds „My Sweet Child“ (jenem Lied also, das zuvor bereits von Bounty, Becky und Rusty im Speisesaal vorgetragen worden war) wieder erinnern würde. Dieser Code ermögliche dann den Zugang zu einem Bankkonto, auf dem sich die besagten 10 Millionen befänden. Widerwillig stimmt Nelson dem Handel schließlich zu und entschließt sich, in Potjomkins Suite zu übernachten; Potjomkin sagt Cohen, dass dieser am nächsten Tag mit dem Helikopter von Bord geflogen würde – allerdings nur, wenn er kein Wort über das in der Suite Gesehene erzähle. Bounty und Cleary sind sich aufgrund Cohens merkwürdigem Verhalten sicher, dass mit diesem etwas nicht in Ordnung sei – Linda bestreitet dies jedoch und beharrt darauf, dass Cohen sie alle retten werde.
Rusty unterhält sich inzwischen unter vier Augen mit Becky und konfrontiert diese mit einer Videoaufnahme, auf der die Ermordung von Kapitän Seaman zu sehen ist. Becky behauptet jedoch, Rusty zu dessen eigener Sicherheit keine Details zu den Geschehnissen in der Kabine nennen zu können. Während Cleary und Fletcher gemeinsam auf dessen Balkon essen, werden sie von Rusty unterbrochen und auf die Brücke gebeten. Dort erwarten sie bereits Cohen, Linda und Bounty – denn auf der Brücke befinden sich mehrere gekochte und in Petersilie angerichtete Organe. Laut Linda stammen sie jedoch nicht von einem Menschen, sondern von einem Tier – möglicherweise von Beckys Hund. Zwischen den Organen befand sich außerdem ein Diktaphon, angeblich erwarten die Gruppe „500 Tote und ein Lebender“. Linda versteht dies als Hinweis auf Laderaum 5 (wo sie und ihr Vater die Totenschädel eingelagert haben) und hofft, ihren Vater dort zu finden.
Im Laderaum sagt sie endlich die Wahrheit über die Totenschädel, die nun allerdings als Wegweiser aneinandergereiht auf dem Boden stehen – sie führen zu einem Opferstein, auf dem tatsächlich Professor Erikson liegt. Dieser ist jedoch an den Altar gefesselt und trägt außerdem eine Sprengstoffweste – er berichtet, dass er von den falschen Azteken gezwungen wurde, Rusty in die Haut von Jimmy Colombo einzunähen. Den Anführer der Azteken hat er jedoch nicht erkannt, da er ihm die Anweisungen auf einem Diktaphon vorgespielt hat. Cleary sieht zunächst keine Chance, den Professor zu befreien. Unter dessen Sprengstoffweste befindet sich jedoch ein weiteres Diktaphon: ein Mädchen kenne die Zahlen, ein Mädchen kenne das Lied. Nun behauptet Cohen, dass es sich bei diesem Mädchen um Potjomkins Begleiterin Katja handeln müsse – woher er dies weiß, will er aber nicht sagen. Während die anderen in Potjomkins Suite gehen, will Fletcher auf der Brücke das Sicherheitssystem überprüfen.
Potjomkin zeigt sich nicht gerade begeistert von dem überraschenden Besuch und weigert sich, Katja herauszugeben. Cohen schlägt ihm daher ein Geschäft vor, Potjomkin bevorzugt diesmal jedoch das Glücksspiel: er fordert Cleary auf, beim Russisch Roulette gegen ihn anzutreten – mit Katja als Einsatz. Kurz nach Spielbeginn nähert sich jedoch der Helikopter dem Schiff und Potjomkin will den Männern Katja überlassen, sobald alle an Deck sind.
Der Hubschrauberpilot Jonathan Lindbergh befindet sich in Begleitung eines Mannes mit einer Maschinenpistole; wird aber trotzdem von Potjomkin aufgefordert, ihn und seinen Assistenten Orlow von Bord des Schiffes zu fliegen. Nelson besteht auf dem Deal, dieser sei jedoch hinfällig – da der Helikopter das Schiff vor Ablauf der 24 Stunden gefunden habe, habe der Algorithmus nicht funktioniert. Lindbergh weigert sich jedoch, Potjomkin mit an Bord zu nehmen – daraufhin erschießt dieser Lindberghs bewaffneten Begleiter und verlangt, von Lindbergh an Land geflogen zu werden.
Dieser weigert sich allerdings immer noch und verlässt den Helikopter. Daraufhin bietet Potjomkin jedem, der ihn mit dem Heli von Bord bringt, eine Million Dollar an. Bounty erliegt der Macht des Geldes und bietet Potjomkin an, ihn mit dem Hubschrauber an Land zu fliegen – angeblich war er früher einmal Hubschrauberpilot bei der US Air Force. Dessen Assistent Orlow will jedoch nur einsteigen, wenn auch Katja mitkommt – da Potjomkin dies ablehnt, bleiben sowohl Orlow als auch Katja an Bord des Schiffes. Nachdem der Helikopter abgehoben hat, drückt Lindbergh einen Knopf an einem Sender – dieser deaktiviert daraufhin die Elektronik am Rotor, woraufhin der Helikopter mit Bounty und Potjomkin ins Meer stürzt. Fletcher, der von der Brücke aus alles beobachtet hat, sieht jedoch keine Möglichkeit zur Rettung der beiden. Nachdem Lindbergh ausgeschaltet werden konnte, will Cleary zurück in den Laderaum, um dort Professor Erikson zu befreien. Im Laderaum singen die anderen Katja das Lied „My Sweet Child“ vor, woraufhin sie sich tatsächlich an die Zahlen erinnert.
Cleary erkennt diese jedoch als das Datum des 15. April 1912, dem Tag des Untergangs der Titanic. Dennoch gibt er den Code in das Zahlenfeld ein, woraufhin auf dem Smartphone eine E-Mail eingeht: die angehängte Audiodatei enthält den Satz „Frei und doch nicht frei“ sowie die Botschaft, entweder den alten Mann oder alle zu opfern. Daraufhin lösen sich Professor Eriksons Fesseln, die Uhr auf dem Smartphone läuft jedoch weiter. Panisch verlangt Linda von Cleary, die Bombe zu entschärfen – aufgrund einer speziellen Sicherung des Zünders sei dies jedoch auch für ihn unmöglich. Der Professor will sich opfern und ins Meer springen, laut Rusty könnte die Bombe aber durch den Aufprall explodieren – stattdessen schlägt er vor, den Professor in einem Rettungsboot auszusetzen. Dieses wird von Fletcher und Cleary vorbereitet, während Linda sich unter vier Augen mit ihrem Vater unterhält. Dieser verlangt, dass Linda dafür sorgen müsse, dass alle 500 Schädel wieder ordentlich in die Kisten kämen – angeblich seien sie Lindas Lebensversicherung.
Ein Mann namens Flint werde zu Linda kommen, sich die Schädel ansehen und fünf mitnehmen. Wenn Linda die Belohnung, die sie dafür von Flint bekommen werde, erhalten habe, solle sie die Archäologie aufgeben und sich von niemandem zum Weitermachen überreden lassen. Linda verspricht ihrem Vater, ihm diesen Wunsch zu erfüllen. Während Cohen auf Linda aufpasst und Cleary den Professor zum Boot bringt, informiert Rusty Becky über die neuesten Ereignisse. Schließlich steigt der Professor in das Boot und verabschiedet sich, ehe er von Fletcher heruntergelassen wird und sich vom Schiff entfernt. Während Linda und Cohen sich noch unterhalten, fährt das Schiff plötzlich rückwärts – Linda schöpft neue Hoffnung, dass ihr Vater doch überlebt haben könnte. Tatsächlich ist die Bombe nach Ablauf der Zeit nicht explodiert, weshalb Professor Erikson wieder an Bord geholt werden soll. Plötzlich geht jedoch eine weitere E-Mail auf dem Smartphone ein, woraufhin die Bombe schließlich doch noch explodiert.
Der Professor stirbt und Linda bricht in Tränen aus, woraufhin Cohen sie tröstet und in ihre Kabine bringt. Dort kommen die beiden sich näher und schlafen schließlich miteinander, wobei jedoch plötzlich Lloyd Nelson hereinplatzt. Er will angeblich herausgefunden haben, woher er Cohen kenne und behauptet, diesen in fünf Minuten auf der Empore über dem Speisesaal zu erwarten. Tatsächlich begibt sich Cohen dorthin: als Linda und der von ihr alarmierte Tom Cleary im Speisesaal eintreffen, befinden Cohen und Nelson sich bereits in einem heftigen Kampf. Cohen versucht, sich aus den Fängen Nelsons zu befreien – dieser will jedoch von Cohen vom Schiff gebracht werden, weshalb er ihn angegriffen hat. Schließlich stürzt Nelson in den Speisesaal herab, nachdem Cohen ihm ein Messer in den Bauch gerammt hat. Als Cohen von Linda erfährt, dass auch Cleary anwesend ist, wirkt er leicht nervös. Außerdem besteht er darauf, sofort zu überprüfen, ob Nelson noch am Leben ist.
Tatsächlich hat Nelson den Sturz nicht überlebt, hatte laut Cleary aber ein Diktaphon bei sich. Auf diesem erklärt Nelson, dass er von Joshua Ismael Cohen ermordet worden sei: vor 10 Jahren habe Nelson ihn als Werner Katz auf einer Messe für militärische Strategiespiele in Genf kennengelernt. Katz sei der begabteste Spieleentwickler der damaligen Zeit gewesen, Nelson habe ihn für die Entwicklung einer strategischen Simulation zur Ausbildung von Spezialeinheiten im Nahen Osten anwerben sollen. Katz habe in seinem Vortrag eine provokante These vertreten: angeblich werde es irgendwann so weit sein, dass die Simulationen auf dem Niveau der Realität angekommen seien. Da sie jedoch nicht an die Realität herankämen, müsse man laut Katz die virtuelle Welt realisieren – also Spiele in die Wirklichkeit verpflanzen, mit echten Menschen und echten Waffen. Nelson habe Katz damals jedoch nicht mehr gefunden, da dieser gleich nach dem Vortrag verschwunden sei.
Nun habe Nelson bemerkt, dass Katz alias Cohen seine Ideen in die Tat umgesetzt und die virtuelle Welt in die Realität gebracht habe – an Bord der Princess of Wales und mit den anderen Passagieren als Spielfiguren. Nach dem Ende der Aufnahme gibt Cohen zu, dass Nelson die Wahrheit gesagt hat: alle Ereignisse an Bord waren Teil des von ihm entwickelten Spiels „The Cruise“. Endlich offenbart Cohen sein wahres Gesicht und scheint über eine ordentliche Portion Wahnsinn zu verfügen, da er die vergangenen Tage als „spannend“ und „geil“ bezeichnet. Linda rastet aus und geht auf Cohen los, wird aber von Becky mit Hilfe einer Pistole gestoppt. Anschließend bedroht sie damit Cleary, Linda und den herbeigeeilten Rusty; außerdem gibt sie zu, noch 5 % Sehfähigkeit zu besitzen. Angeblich gebe es für 700.000 Dollar die Möglichkeit einer komplizierten Operation, mit der Becky ihr Augenlicht zurückerhalten könne: Cohen will ihr die Operation finanzieren, wenn sie ihn im Gegenzug bei seinem „Spiel“ unterstützt.
Rusty hat jedoch einen Plan, mit dem er Becky zur Aufgabe bewegen will: wenn sie sich alle zusammen tun und die Reederei auf Schmerzensgeld verklagen würden, hätte Becky genug Geld für die Operation. Tatsächlich stimmt Becky dem Plan zu, Rustys Vorschlag, Joshua sofort zu ermorden, lehnt Cleary erst ab; stimmt aber nach kurzer Diskussion doch zu und will Cohen persönlich erschießen. Dieser beweist erneut seine Geisteskrankheit und zeigt sich beinahe amüsiert über die Tatsache, dass die verbliebenen Passagiere inzwischen bereit seien, einen Menschen kaltblütig zu ermorden. Laut Cohen werde das „Spiel“ mit seinem Tod aber nicht enden, vielmehr sei Cohen eine Art „Lebensversicherung“ der anderen. Denn angeblich sei er nicht der Feind, sondern gemeinsam mit den anderen Teil eines Teams im Kampf gegen den wahren Feind. Gegen diesen sei er selbst ein Waisenknabe, die letzten Tage an Bord seien nur das „Training“ bzw. „Intro“ gewesen.
Joshua Cohen endet mit dem Satz: „Das wirkliche Spiel fängt gerade erst an.“

### Staffel 2

#### Teil 5
Werner Katz, zuvor unter dem Namen Joshua Cohen an Bord, wird von den anderen Passagieren in einer Schiffskabine gefangen gehalten. Nach und nach gibt er Einblicke in sein perfides Spiel: Die 4000 Passagiere sind nicht wirklich verschwunden. Tatsächlich wurden die 40 "Überlebenden" betäubt und auf ein zweites baugleiches und identisch ausgestattetes Kreuzfahrtschiff gebracht. Finanziert hat dies alles laut Katz ein ominöser Geldgeber namens Sam – ihr Gegenspieler. Die unfreiwilligen Mitspieler von Katz sind sich uneinig, wie es mit ihm weitergehen soll: Linda Erikson will sich an Katz für den Tod ihres Vaters rächen, für CIA-Agent Cleary hingegen ist Selbstjustiz keine Lösung. Dabei hätten sie alle guten Grund: Niemand ist zufällig an Bord der "Princess of Wales". Katz hat sie alle abgehört und belastendes Material gegen jeden einzelnen zusammengestellt. Alle haben jemanden auf dem Gewissen. Katz verspricht ihnen Erlösung – wenn sie bei seinem Spiel mit dabei sind. Unterdessen gibt es einen weiteren Toten an Bord: Der Junge Nick wird tot im Meerwasserpool gefunden, umzingelt von Haien. Auf der Kommando-Brücke erfährt Rusty vom ersten Offizier Christian Fletcher, der seit dem Tod von Captain Seaman das Kommando übernommen hat, dass das Schiff geradewegs auf einen großen Punkt auf dem Radar zusteuert. Eine Kollision scheint unvermeidbar, da sich die „Princess of Wales“ weder wenden noch stoppen lässt. Auf die Passagiere wartet unentrinnbar Level 2 des Spiels.

#### Teil 6
Becky Tereisias ist empört, dass der Junge Nick umgekommen ist. Sie schwört Rache an dem durchgeknallten Spieleentwickler Werner Katz. Allerdings ist Katz von Orlows Schlägen bereits ziemlich mitgenommen und redet nur noch wirres Zeug. Dabei brauchen die überlebenden Passagiere dringend eine Ansage von Katz, denn das Schiff steuert unaufhaltsam auf einen Fixpunkt zu. Offizier Fletcher erzählt von einem Notknopf im Maschinenraum, mit dem sie das Schiff noch stoppen könnten. Linda und Cleary suchen nach diesem Notmechanismus und stoßen im Maschinenraum auf einen nackten, gefesselten Mann. Er gibt sich als Flint aus, Chef der Enthüllungsplattform „Mighty Leaks“ und angeblicher Partner von Katz. Der etwas hyperaktive Kerl verrät ihnen weitere Details des Computerspiels, in dem sie als Spielfiguren gefangen sind: Sie alle seien als Spezialisten auserwählt worden, deren Eigenschaften nützlich für Katz‘ Team sind. Als Nächstes gelte es, die 500 Totenschädel zu besorgen, die Lindas Vater Erikson an Bord gebracht hatte. Unterdessen hat das Schiff auf Höchstgeschwindigkeit beschleunigt. Das Ziel ihres Kollisionskurses wird erkennbar: eine Bohrinsel! Die Passagiere sollen nun in voller Fahrt evakuiert werden. Die Azteken-Krieger bieten sich als erste für dieses waghalsige Manöver an. Doch Hubschrauberpilot Lindbergh ist sich sicher, dass es noch einen anderen Ausweg geben muss. Zusammen mit Katja stößt er auf Ungereimtheiten und beginnt mit der Entschlüsselung eines Rätsels, das Katz ihnen gestellt hat. Dabei spielen dessen fünf Lieblingsbücher eine entscheidende Rolle. Und eine Partie Roulette.

#### Teil 7
Cleary macht sich Vorwürfe, dass Linda im Rettungsboot umgekommen ist. Die Evakuierungsaktion ist im vollen Gange, als das Schiff an Fahrt verliert: Katja und Lindbergh haben es geschafft, die Maschinen anzuhalten. Sie stoppen direkt vor der riesigen Bohrinsel. Gegenspieler SAM nimmt Konturen an. Er setzt sich aus drei Personen zusammen: dem Energydrinkhersteller Styx, dem steinreichen Reeder Abu Sindh und der Presse-Mogulin Susan Myers. Sie haben die Aktionen der Princess of Wales Überlebenden genau im Blick. Flint erzählt, dass er mit seinem Überwachungsprogramm Shapeshifter mit den dreien ins Geschäft gekommen ist. Cleary, Katja, Orlow, Flint und Katz, der nur noch in Bibelzitaten spricht, klettern auf die Bohrinsel. Dort empfängt sie der Guru Dr. Montgomery mit seinen zwölf Musen, die alle nach einem Monat benannt sind. Sie leben auf der ehemaligen Ölplattform Leviathan, die ihnen Abu Sindh auf Vermittlung von Katz überlassen hat. Die Selbstversorgerkommune nennt sich „Elysium“, hat strenge Regeln und stellt Beauty-Produkte auf Meeresalgenbasis her. Dr. Montgomery beendet mit Hilfe von Hypnose den verwirrten Zustand von Katz. Er lädt die Gäste zum Abendessen ein. Als Orlow die Muse May am Oberarm anfasst, eskaliert die Situation. Er wird umgehend bestraft, weitere Sanktionen werden per Lautsprecher durchgegeben – eine Spielanweisung von SAM! Montgomery verkündet, dass Elysium ein Nachwuchsproblem hat, das jetzt die männlichen Gäste zu lösen hätten. Um der angekündigten „Nacht der Gottesanbeterin“ zu entgehen – denn diese Fangschrecke verspeist ihre Partner nach dem Geschlechtsakt – versuchen die Gäste die Flucht von der Bohrinsel. Diese scheint auch zu gelingen, doch die "Princess Of Wales" liegt nicht mehr vor der Bohrinsel.

#### Teil 8
Wird noch nachgetragen

## Besetzung
Die wichtigsten Rollen sind mit bekannten Schauspielern und Synchronsprechern besetzt, unter anderen Tobias Meister (Synchronsprecher von Brad Pitt) und Gerrit Schmidt-Foß (Synchronstimme von Leonardo DiCaprio).
| Rolle                                          | Sprecher/-in           | Teil(e) des Hörspiels      |
| ---------------------------------------------- | ---------------------- | -------------------------- |
| David Harland/Thomas Jefferson Cleary          | Tobias Meister         | 1–8                        |
| Amber Harland/Emma Scott                       | Karoline Eichhorn      | 1                          |
| Linda Erikson                                  | Lisa Werlinder         | 1–6 (7 (in Clearys Traum)) |
| 1. Offizier Christian Fletcher                 | Jan Odle               | 1–8                        |
| Joshua Ismael Cohen (ab Staffel 2 Werner Katz) | Gerrit Schmidt-Foß     | 1–8                        |
| Marcus Benjamin "Rusty" Langhorne              | Asad Schwarz           | 1–6                        |
| Prof. Carl Anders Erikson                      | Volker Brandt          | 1–4                        |
| Kapitän Seaman                                 | Michael Schernthaner   | 1–4                        |
| Pater LePort                                   | Gregor Höppner         | 1                          |
| Alexej Potjomkin                               | Olaf Reichmann         | 1–4                        |
| Grigori Orlow                                  | Daniel Wiemer          | 1–8                        |
| Katja Ivanowa                                  | Ilona Otto             | 1–8                        |
| Zheng He                                       | Fang Yu                | 1–8                        |
| Rezeptionisten                                 | Jana Julie Kilka       | 1                          |
| Rebecca "Becky" Teiresias                      | Anna Fischer           | 1–6                        |
| Sprecherin Werbespots                          | Jennifer Böttcher      |                            |
| Die Stimme/Assia                               | Dörte Lyssewski        | 1–8                        |
| Lance Rivers                                   | Jens Riewa             | 1–8                        |
| John Bounty                                    | Hans-Werner Olm        | 1–4                        |
| Nick Portman                                   | Oleg Schlüter          | 3–5                        |
| Lloyd Nelson                                   | Patrick Bach           | 3–4                        |
| Jonathan Lindbergh                             | Marcus Off             | 4–8                        |
| Carrie Dekker                                  | Nana Spier             | 5, 8                       |
| Flint                                          | Christoph Maria Herbst | 5–8                        |
| Kasper Styx                                    | Thomas Nero Wolff      | 6–8                        |
| Susan Myers                                    | Irina von Bentheim     | 7–8                        |
| Hamad Abu Sinth                                | Tayfun Bademsoy        | 7–8                        |
| June                                           | Barbara Auer           | 7–8                        |
| Dr. Montgomery                                 | Lutz Mackensy          | 7–8                        |
| May                                            | Camilla Renschke       | 7–8                        |
| April                                          | Marie Bierstedt        | 7–8                        |

Den Vor- und Abspann spricht durchgehend Joachim Kerzel. Des Weiteren spricht Stefan Kaminski mehrere kleinere Rollen in Staffel 2 (z. B. den Netzwerkadministrator).

## Stab
| Aufgabe/Position       | Name                                                      |
| ---------------------- | --------------------------------------------------------- |
| Autoren                | Edgar Linscheid, Stuart Kummer                            |
| Regie                  | Stuart Kummer                                             |
| Musik                  | Lars Gelhausen, Stuart Kummer                             |
| Redaktion              | Natalie Szallies                                          |
| Regieassistenz         | Mariann Kaiser (Staffel 1), Hanna Steger (Staffel 2)      |
| Technische Realisation | Matthias Fischenich, Jens-Peter Hamacher, Daniel Dietmann |